# Tetranchyroderma kontosomum
Tetranchyroderma kontosomum is een buikharige uit de familie Thaumastodermatidae. Het dier komt uit het geslacht Tetranchyroderma. Tetranchyroderma kontosomum werd in 1996 voor het eerst wetenschappelijk beschreven door Hummon, Todaro, Balsamo & Tongiorgi. 